# 2002年歐洲各共同體（修訂）法令
《2002年歐洲各共同體（修訂）法令》（英語：European Communities (Amendment) Act 2002；c. 3）是一條英國國會法令，屬《1972年歐洲各共同體法令》的第四次修訂，將2001年2月26日簽署的《尼斯條約》收納英國本地法律。本法令在2002年2月26日獲御准。
本法令在2020年1月31日被《2018年歐洲聯盟（脫離）法令》廢除。